# Keisuke Honda
Keisuke Honda (japonsko 本田 圭佑), japonski nogometaš in trener, 13. junij 1986, Osaka, Japonska.
Za japonsko reprezentanco je odigral 98 uradnih tekem in dosegel 37 golov.